# Gare de Yūrakuchō
La gare de Yūrakuchō (有楽町駅, Yūrakuchō-eki) est une gare ferroviaire de la ville de Tokyo au Japon. Elle est située dans l'arrondissement de Chiyoda, dans le quartier de Yūrakuchō. La gare est desservie par les lignes de la JR East et du Tokyo Metro.

## Situation ferroviaire
La gare de Yūrakuchō est située au point kilométrique (PK) 28,5 de la ligne Yamanote, au PK 31,1 de la ligne Keihin-Tōhoku et au PK 21,2 de la ligne Yūrakuchō.

## Histoire
La gare a été inaugurée le 25 juin 1910. La station de la ligne Yūrakuchō ouvre le 30 octobre 1974.

## Services aux voyageurs

### Accès et accueil
La gare dispose d'un bâtiment voyageurs, avec guichet, ouvert tous les jours.

### Desserte

#### JR East
- JK Ligne Keihin-Tōhoku :
  - voie 1 : direction Tokyo et Ōmiya
  - voie 4 : direction Shinagawa et Yokohama

- JY Ligne Yamanote :
  - voie 2 : direction Tokyo et Ueno
  - voie 3 : direction Shinagawa

#### Tokyo Metro
- Y Ligne Yūrakuchō :
  - voie 1 : direction Shin-Kiba
  - voie 2 : direction Kotake-Mukaihara (interconnexion avec la ligne Seibu Yūrakuchō pour Hannō) ou Wakōshi (interconnexion avec la ligne Tōbu Tōjō Line pour Shinrinkōen)